# Metoda Pawłowskiego
Metoda Pawłowskiego – metoda doboru zmiennych objaśniających do modelu statystycznego (w szczególności modelu ekonometrycznego) stworzona przez Zbigniewa Pawłowskiego.
Załóżmy, że istnieje zbiór {\displaystyle X=\{X_{1},X_{2},\dots ,X_{p}\}} potencjalnych zmiennych objaśniających dla zmiennej objaśnianej {\displaystyle Y.} Do modelu może wejść {\displaystyle m} zmiennych, gdzie {\displaystyle m<p.}
Wybieramy taką kombinację, która zapewnia z góry ustaloną dokładność opisu zmiennej {\displaystyle Y} oraz możliwie najmniejsze skorelowanie między {\displaystyle m}-elementową kombinacją zmiennych objaśniających.
Aby model był dokładny zakłada się, że wartość współczynnika korelacji wielorakiej między zmienną endogeniczną a {\displaystyle m}-elementowym zbiorem zmiennych objaśniających była nie mniejsza niż z góry zadana liczba {\displaystyle \delta >0.}
Oznaczamy {\displaystyle r_{j}} jako współczynnik korelacji między zmienną objaśnianą {\displaystyle Y} a zmienną objaśniającą {\displaystyle X_{j},} a także współczynnik korelacji {\displaystyle r_{jl}} między zmiennymi objaśniającymi {\displaystyle X_{j}} i {\displaystyle X_{l}.} Otrzymane współczynniki korelacji między zmiennymi objaśniającymi tworzą macierz korelacji {\displaystyle R,} natomiast współczynniki korelacji między zmienną objaśnianą i zmiennymi objaśniającymi wektor korelacji {\displaystyle R_{0}{:}}
{\displaystyle R={\begin{bmatrix}1&r_{12}&...&r_{1m}\\r_{21}&1&...&r_{2m}\\...&...&...&...\\r_{m1}&r_{m2}&...&1\end{bmatrix}},\;R_{0}={\begin{bmatrix}r_{1}\\r_{2}\\...\\r_{m}\end{bmatrix}}.}
Następnie budujemy tzw. macierz rozszerzoną {\displaystyle R^{*}{:}}
{\displaystyle R^{*}={\begin{bmatrix}1&R_{0}^{T}\\R_{0}&R\end{bmatrix}}.}
Macierze {\displaystyle R} oraz {\displaystyle R^{*}} wykorzystujemy do budowy współczynnika korelacji wielorakiej {\displaystyle R,} który jest miarą liniowej zależności między zmienną objaśnianą a liniową kombinacją zmiennych objaśniających. Obliczany jest ze wzoru:
{\displaystyle R={\sqrt {1-{\frac {|R^{*}|}{|R|}}}}\in [0,1],}
gdzie:
- {\displaystyle |R^{*}|} – wyznacznik macierzy korelacji {\displaystyle m}-elementowej kombinacji zmiennych objaśniających, do której dołączono wektor współczynników korelacji zmiennej endogenicznej ze zmiennymi objaśniającymi,
- {\displaystyle |R|} – wyznacznik z macierzy korelacji {\displaystyle m}-elementowej kombinacji zmiennych objaśniających.

Współczynnik korelacji wielorakiej przyjmuje wartości z przedziału {\displaystyle [0,1].} Jeżeli {\displaystyle R=0,} to nie ma zależności liniowej, natomiast gdy {\displaystyle R=1,} to między zmienną objaśniana a liniową kombinacją zmiennych objaśniających zachodzi zależność funkcyjna liniowa. W związku z tym, im wyższa jest wartość współczynnika, tym większa jest zależność funkcyjna.
Aby wybrać optymalną kombinację, rozpatrujemy wszystkie {\displaystyle m}-elementowe kombinacje, jakie można utworzyć ze zbioru X potencjalnych zmiennych objaśniających. Następnie wybieramy te kombinacje, które spełniają warunek dokładności {\displaystyle (R\geqslant \delta ),} a tworzą one zbiór kombinacji dopuszczalnych. Wśród wybranych kombinacji poszukuje się najlepszej, czyli takiej, w której zmienne objaśniające są najsłabiej skorelowane między sobą.
Za optymalną przyjmuje się taką kombinację {\displaystyle m} zmiennych, gdzie wyznacznik z macierzy korelacji jest największy {\displaystyle (R=\max ),} ponieważ im wyznacznik jest bliższy jedności, tym zmienne są słabiej skorelowane.